# Fox Networks Group
Fox Networks Group (FNG) foi uma subsidiária da The Walt Disney Company que supervisionava os ativos de televisão internacionais que foram adquiridos da 21st Century Fox. Produzia e distribuia mais de 300 canais de entretenimento, filmes, esportes e fatos em 45 idiomas na Europa, Oriente Médio, África e Ásia (também anteriormente na América Latina antes de ser renomeado para Star em 22 de fevereiro de 2021), usando várias marcas, incluindo Fox, Fox Sports e BabyTV. Entre suas marcas não lineares estavam Fox Play e Fox Plus. Essas marcas atingiram mais de 1,725 bilhão de lares em todo o mundo.
Até março de 2019, o grupo também incluía a unidade dos EUA que consistia no Fox Television Group, Fox Cable Networks, Fox Sports Media Group, Fox News Group, National Geographic Partners e Fox Networks Digital Consumer Group. Após a aquisição da 21CF pela Disney, a unidade da FNG nos EUA foi dispersa entre a Fox Corporation de Murdoch e a Walt Disney Television, enquanto as unidades fora dos EUA (anteriormente conhecidas como Fox International Channels, uma unidade anteriormente operada em conjunto com as unidades de transmissão doméstica da 21CF nos EUA até 2016, quando as unidades foram incorporadas ao Fox Networks Group) foram posteriormente integradas à Disney Media and Entertainment Distribution da Disney durante 2020.

## História

### Estados Unidos

Logotipo usado pela subsidiária americana da Fox Networks Group; as unidades internacionais da FNG usaram um logotipo alternativo com a palavra "Fox" colorida em laranja

A Fox Networks Group foi formada em 1993 para servir como a unidade do negócio multimídia internacional de propriedade na época da News Corporation de Rupert Murdoch após a compra da STAR TV com o objetivo de atender seus canais internacionais.
Em 2008, a Fox Broadcasting e a 20th Century Fox Television formaram a Fox Inkubation, uma iniciativa conjunta para novos talentos de animação que lhes permitiria produzir curtas de dois minutos como pilotos para novas séries. A Fox TV iniciou simultaneamente sua divisão de animação 20th Century Fox Television Animation com Jennifer Howell, a mesma executiva que chefiava a Inkubation e a Fox TV Animation. Em 2012, o Inkubation foi descontinuada porque os planos para um bloco de animação noturna avançaram e nenhum de seus projetos foi ao ar. Em maio de 2013, Howell saiu da Fox no final de seu contrato.
A Fox Television Group foi formada em julho de 2014, englobando a Fox Broadcasting e a 20th Century Fox Television, e colocada sob a Fox Networks Group. Em junho de 2014, a Fox Networks Group e Gail Berman formaram o The Jackal Group para fornecer programação para seus vários canais.
Em julho de 2014, a Fox Networks Group e a DNA Films formaram a DNA TV Limited. A Fox Networks Group teria os primeiros direitos globais com opções de cofinanciamento para os programas da joint venture. A DNA TV seria administrada pela administração da DNA Films com Eric Schrier, presidente da programação original da FX Networks e da FX Productions, cuidando da participação da Fox.
Em 2015, a 21st Century Fox e a National Geographic Society formaram uma nova joint venture chamada National Geographic Partners que supervisionaria os empreendimentos comerciais da Society. Isso incluía a versão doméstica dos canais de TV da marca National Geographic nos Estados Unidos, mas a Fox Networks Group continuaria a lidar com as vendas de anúncios e a distribuição desses canais.
Em janeiro de 2016, a 21st Century Fox anunciou uma grande reorganização de seus negócios de televisão fora dos Estados Unidos. A Fox International Channels (FIC), que operava separadamente dos negócios domésticos de televisão da 21CF nos Estados Unidos, seria abolida, e o chefe de suas divisões regionais se reportaria ao CEO do Grupo Fox Networks, Peter Rice, e ao COO Randy Freer, absorvendo assim os negócios internacionais de televisão no Fox Networks Group.
Em janeiro de 2017, a Fox Network Group e a 20th Century Fox formaram a FoxNext, que cuidaria do desenvolvimento de videogames, experiências de realidade virtual e negócios de parques temáticos.

### Internacional

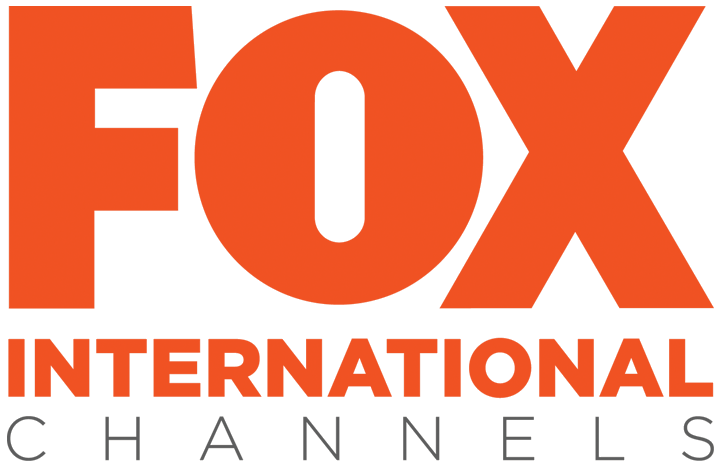
Antigo logotipo da FIC usado até 2016

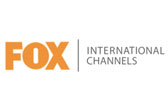
Antigo logotipo da FIC usado até 2010

Antigo logotipo da FIC usado de 2010 a 2012

Em 1997, a Fox International Channels comprou a NHNZ, uma produtora de documentários. A NHNZ tinha uma participação na Beach House Pictures, com sede em Singapura.
Em 2001, a Fox International Channels entrou no mercado espanhol com a Fox e a National Geographic Channel adicionando a Fox Crime mais tarde.
Em janeiro de 2004, o canal FX289 para o Reino Unido e Irlanda foi lançado, posteriormente rebatizado como FX quando mudou para a Sky EPG em abril de 2005. O canal foi renomeado como Fox em 11 de janeiro de 2013.
No início de 2006, a Fox International Channels formou uma produtora chamada Fox Toma 1 com o produtor de conteúdo argentino Ernesto Sandler. A FIC comprou uma participação majoritária na Telecolombia, renomeando a produtora para Fox Telecolombia em junho de 2007. Isso foi feito para impulsionar os programas originais em espanhol para a América Latina e os Estados Unidos. A Fox Telecolombia ainda forneceria programação à rede colombiana Telefutura e RCN. Em setembro de 2007, a FIC comprou uma participação majoritária nas operações internacionais da BabyTV com os fundadores mantendo o negócio original em Israel.
Em 2007, o canal argentino de estilo de vida Utilisima, lançado em 1996, foi vendido para a Fox International Channels. O canal tornou-se global em 2008, com a adição de um feed português, e acabou por ser distribuído na América Latina, Canadá, Espanha, Nova Zelândia e Austrália e Estados Unidos. A versão americana do canal foi lançada em maio de 2010. Em 2013, foi renomeado como MundoFox e deixou de estar disponível internacionalmente fora da América Latina (exceto Brasil). Em julho de 2017, foi rebatizado como Nat Geo Kids. Seu feed brasileiro foi lançado separadamente em outubro do mesmo ano.
A National Geographic Channels International tentou lançar novos canais irmãos na Nat Geo na Índia, Nat Geo Wild, Nat Geo Adventure, Nat Geo Music e Nat Geo HD, tornando-os disponíveis para o mercado em maio de 2008. A Fox International Channels lançou os novos canais Nat Geo novamente junto com FX, Fox Crime e BabyTV para adicionar à Fox History existente e ao canal principal Nat Geo em junho de 2010.
Em janeiro de 2008, a Fox International Channels adquiriu o controle acionário da Real Estate TV (RETV), um canal britânico com temática imobiliária. Em abril de 2008, a FIC lançou o Fox Next em Portugal, no pacote Meo Mix do Meo. O Fox Next é voltado para jovens de 25 a 44 anos e é programado com séries e filmes com horário nobre temático e blocos durante a semana.
Em 2008, a FIC e a Rotana Media Services lançaram os canais Fox Movies e Fox Series no mercado do Oriente Médio. A Fox então comprou uma participação na Rotana, enquanto a joint venture concordou com a Disney em transportar o conteúdo da Disney e da American Broadcasting Company nos dois canais por quatro anos. Com a Abu Dhabi Media Company em julho de 2009, a FIC iniciou o National Geographic Abu Dhabi Channel.
O canal Fox Life foi originalmente desenvolvido na Itália e depois lançado nos Bálcãs, Bulgária, Itália, Japão, Coréia, América Latina, Polônia, Portugal, Rússia e Turquia. A FIC disponibilizou o canal na Grécia em 1ºde dezembro de 2008 em inglês com dublagem em grego.
Uma agência independente de vendas e marketing foi criada em Tallinn, Estônia, em junho de 2009. Em março de 2011, um escritório regional do Báltico foi criado em Tallinn com o proprietário da agência de marketing independente, Karoli Kindriks, como gerente regional, reportando-se a Ase Ytreland, diretor administrativo da Fox International Channels para a região nórdica e báltica.
Em 19 de agosto de 2009, a News Corporation anunciou que iria reorganizar sua subsidiária da Ásia-Pacífico, Star Group, em Hong Kong. O Star Group foi dividido em Star India e Star Greater China. Alguns desses acordos eram que a empresa Star TV original assumiria a representação dos canais da FIC na região da NGC Network Asia, LLC, e a própria Star se transformaria em uma operação regional da Fox International Channels. Enquanto isso, a Star India cuidaria dos canais da marca Fox na Índia.

## Unidades

### Internacional
| Subsidiária do País                                          | Fox    | Fox Crime | Fox Comedy | Fox Life | Fox Movies | BabyTV (Baby Network Ltd.)                                              | Outros                                                                                            |
| ------------------------------------------------------------ | ------ | --------- | ---------- | -------- | ---------- | ----------------------------------------------------------------------- | ------------------------------------------------------------------------------------------------- |
| Disney Networks Group UK                                     | Não    | Não       | Não        | Não      | Não        | Yes                                                                     | YourTV (1 de outubro de 2015 – 2019)                                                              |
| Fox Networks Group Italia                                    | Não    | Não       | Não        | Não      | Não        | Não                                                                     |                                                                                                   |
| The Walt Disney Company Bulgaria                             | Não    | Não       | Não        | Não      | Não        | - Balcãs - Bulgária - República Tcheca - Hungria - Romênia - Eslováquia | [ 34 ]                                                                                            |
| Fox Networks Group España                                    | Yes    | Não       | Não        | Não      | Não        | Yes                                                                     | - Viajar (1º de outubro de 1997 - 31 de dezembro de 2021)                                         |
| Fox Networks Group France                                    | Não    | Não       | Não        | Não      | Não        | Yes                                                                     | - Voyage (31 de maio de 1996 - 31 de dezembro de 2020)                                            |
| Fox Networks Group Greece                                    | Não    | Não       | Não        | Não      | Não        | Yes                                                                     |                                                                                                   |
| The Walt Disney Company CIS                                  | Não    | Não       | Não        | Não      | Não        | Yes                                                                     |                                                                                                   |
| [[Fox Networks Group Portugal]                               | Não    | Não       | Não        | Não      | Não        | Yes                                                                     |                                                                                                   |
| Fox Networks Group Poland                                    | Não    | Não       | Não        | Não      | Não        | Yes                                                                     |                                                                                                   |
| Fox Networks Group Scandinavia (várias unidades de negócios) | Não    | Não       | Não        | Não      | Não        | Yes                                                                     | Xee (Dinamarca)                                                                                   |
| Fox Networks Group Germany                                   | Não    | Não       | Não        | Não      | Não        | Yes                                                                     | [ 36 ]                                                                                            |
| Fox Networks Group Benelux                                   | Não    | Não       | Não        | Não      | Não        | Yes                                                                     | rowspan = "2"                                                                                     |
| The Walt Disney Company Africa                               | Não    | Não       | Não        | Não      | Não        | Yes                                                                     |                                                                                                   |
| Fox Networks Group Turkey                                    | [ 37 ] | Não       | Não        | Não      | Não        | Yes                                                                     |                                                                                                   |
| Fox Networks Group Middle East                               | Yes    | Não       | Não        | Yes      | Yes        | Yes                                                                     | Star Movies Star World Fox Rewayat (2017-2022)                                                    |
| Disney Networks Group Asia Pacific                           | Não    | Não       | Não        | Não      | Não        | Não                                                                     | Star Chinese Channel Star Chinese Movies Star World Taiwan Star Movies Taiwan HD Star Movies Gold |

### Antigas unidades (Estados Unidos)
- Fox Networks Digital Consumer Group - Serviços de vídeo on-line não lineares, incluindo FX Now, Fox Now, Nat Geo TV e Fox Sports Go

#### Fox Television Group
- Fox Broadcasting Company[38] - desmembrada para a Fox Corporation
- 20th Century Fox Television - transferida para Walt Disney Television
  - Fox 21 Television Studios[38]
  - Fox Television Animation[3]
  - 20th Television[39]
    - Lincolnwood Drive, Inc.[40]

#### Fox Cable Networks

##### National Geographic Partners
(transferida para Walt Disney Television)

uma parceria com National Geographic Society na qual a Fox detinha 73%
- National Geographic Global Networks
  - National Geographic
  - Nat Geo Kids
  - Nat Geo Music
  - Nat Geo People
  - Nat Geo Wild
  - National Geographic Studios[38]
- National Geographic Media, impressão, publicação digital, viagens e operações turísticas[7]

##### FX Networks
(transferida para Walt Disney Television)
- FX
- FXX
- FX Movie Channel
- FX Productions[38]
  - DNA TV Limited - Joint venture com DNA Films, dirigido pela administração da DNA Films[6]

##### Fox Sports Media Group
- Fox Sports[38] - desmembrada para a Fox Corporation, juntamente com outros canais a cabo em todo o país e a Big Ten Network
  - Fox Sports 1
  - Fox Sports 2
  - Fox Deportes
  - Fox Soccer Plus
  - Big Ten Network (51% de propriedade em joint venture com Big Ten Conference)
- Fox Sports Networks[38] - vendida para Diamond Sports Group, uma joint venture entre Sinclair Broadcasting Group]] e Entertainment Studios
  - Arizona
  - Detroit
  - Florida/Sun
  - Midwest (subfeeds: Indiana, Kansas City)
  - North
  - Ohio/SportsTime Ohio
  - South / Fox Sports Southeast (subfeeds: Carolinas, Tennessee)
  - Southwest (subfeeds: Oklahoma, New Orleans)
  - West/Prime Ticket (subfeed: San Diego)
  - Wisconsin
  - YES Network (80% de capital)[41]
- Fox College Sports - vendida para Diamond Sports Group, uma joint venture entre Sinclair e Entertainment Studios
- Home Team Sports (HTS) vendas de publicidade para canais esportivos, incluindo outras redes regionais de esportes, além de produção comercial e de programas, eventos e integração de marca personalizada ao vivo local  - vendida para Playfly Sports[42]
  - Fox Sports College Properties - titular dos direitos da faculdade para Big East Conference, várias faculdades: Michigan State, Auburn, San Diego State, Georgetown e USC e o Los Angeles Memorial Coliseum
  - Impression Sports & Entertainment - direitos de nomeação e patrocínios de eventos

#### Fox Television Stations Group
(desmebrada para a Fox Corporation)
- Fox Television Stations
  - 28 estações
  - MyNetworkTV
  - Movies! (50%)

#### Fox News Group
(spun off to Fox Corporation)
- Fox News Channel
- Fox Business Network
- Fox News Radio
- Fox News Talk
- Fox Nation

## Divisões

### Fox Networks Digital Consumer Group
Fox Networks Digital Consumer Group (FNDCG) era uma divisão da 21st Century Fox. Após a transação da Disney, a FX Now e a Nat Geo TV mudaram para a Walt Disney Television, enquanto a Fox Now foi transferida para a Fox Corporation e a Fox Sports Go foi vendida para o Diamond Sports Group, uma joint venture entre a Sinclair Broadcast Group e a Entertainment Studios.
| Unidade       | Transferida para                                                                                            |
| ------------- | --- |
| FXNOW         | Vendida para Walt Disney Television                                                                         |
| Nat Geo TV    | Vendida para Walt Disney Television                                                                         |
| Fox Now       | Desmembrada para Fox Corporation                                                                            |
| Fox Sports Go | Vendida para Diamond Sports Group, uma joint venture entre Sinclair Broadcast Group e Entertainment Studios |

### Fox Networks Group Content Distribution
Fox Networks Group Content Distribution era um distribuidor global de programação e formatos com e sem script de alta qualidade. É uma divisão da Fox Networks Group.

### Fox Networks Engineering & Operations
Fox Networks Engineering & Operations era o braço de engenharia e operação da Fox Networks Group.

### Fox Global Networks
Fox Global Networks era uma divisão da Fox Networks Group responsável pela distribuição e marketing da Fox Networks Group USA.

### Fox Media
Fox Media foi uma divisão da Fox Networks Group que permitia parcerias inovadoras de vendas de anúncios, incluindo publicidade nativa e conteúdo de marca, em várias plataformas.

### Fox Hispanic Media
Fox Hispanic Media era o braço de vendas de anúncios do portfólio de marcas em espanhol da Fox.

### Fox Television Group (divisão)
Fox Television Group era uma divisão da Fox Networks Group que supervisionava o conteúdo da televisão.

### Fox Cable Networks (divisão)
Fox Cable Networks era uma empresa americana da indústria do entretenimento que operava em quatro segmentos, principalmente entretenimento filmado, estações de televisão, redes de transmissão de televisão e programação de rede a cabo.